# Mardecin
Mardecin is in de fantasyserie het Rad des Tijds, geschreven door Robert Jordan, een fictief stadje aan de grens tussen Amadicia en Tarabon.
Mardecin ligt pal aan de grens met Tarabon. Door de wetteloosheid in het naburige land is het stadje lange tijd een garnizoensstad van de Witmantels. De Seanchaanse bezetters nemen deze echter gevangen en vestigen zich vervolgens met soldaten en kolonisten in het stadje.
Mardecin is vooral bekend omdat tijdens hun vlucht vanuit Tanchico (Tarabonse hoofdstad) Elayne Trakand en Nynaeve Almaeren door inwoonster Ronde Macura worden bedwelmd om ze aan de Aes Sedai rond Elaida do Avriny a'Roihan af te leveren. Ronde Macura steunt later de Seanchanen.